# Jacob Baethen

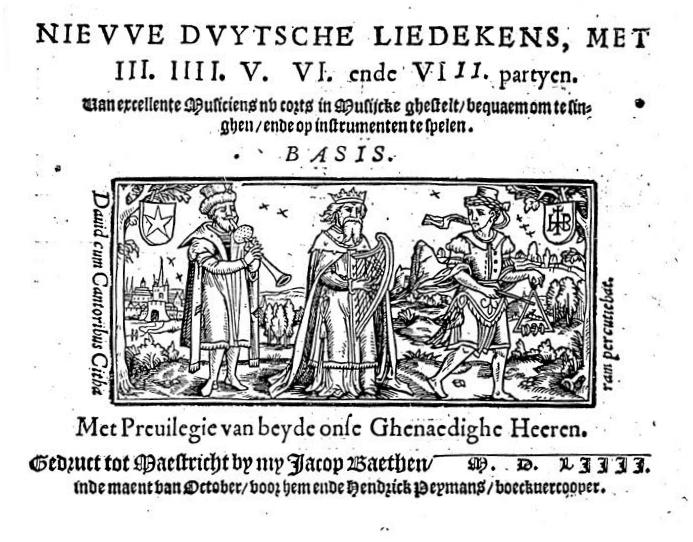
Maastrichts liedboek, uitgegeven in 1554 bij Jacob Baethen

Jacob Baethen, ook wel Jacobus Bathius/Bathenius (Leuven/Heverlee?, ca. 1525 - Leuven?, na 1558), was een belangrijk drukker en uitgever van vooral muziekuitgaven in de 16e eeuw. Hij wordt soms verward met Johan Baethen, drukker te Leuven en Keulen van 1552 tot 1562, wellicht een broer van Jacob.

## Levensloop
Over het leven van Jacob Baethen is weinig bekend. Hij studeerde aan de universiteit van Leuven en werkte daar vanaf 1545 onder meer voor de boekdrukker Petrus Phalesius. Behalve muziekpartituren drukte hij vooral officiële publicaties en religieuze pamfletten, waarvan een deel werd uitgegeven door Petrus Phalesius en Martinus de Raymaker[s] ('Rotarius'). Voor Phalesius drukte hij de eerste, derde , vierde en wellicht ook de vijfde uitgave van de bundel Des chansons reduictz en tabulature de lut à deux, trois et quatre parties, de eerste muzikale uitgave van Phalesius en de eerste bundel partituren voor luit in de Nederlanden.
Vanwege de grote concurrentie in Leuven vertrok Baethen rond 1551 naar Maastricht om daar een eigen uitgeverij op te zetten. In drie of vier jaar tijd gaf hij daar op zijn minst elf boekwerken uit, waaronder twee muziekuitgaven. In 1554 drukte hij te Maastricht een muziekwerk van de Luikse componist Joannes de Latre, getiteld Lamentationes aliquot Ieremiae, dat werd opgedragen aan Anton van Schaumburg, op dat moment proost van het St.-Servaaskapittel, later aartsbisschop van Keulen. Baethen maakte hier voor het eerst gebruik van zgn. 'beweegbare muzieknotentypes'. Het drukwerkje bevindt zich thans in de stadsbibliotheek van Heilbronn en behoort tot de belangrijke muziekdrukwerken uit deze periode.
Opmerkelijk is ook Dat ierste boeck vanden nieuwe Duijtsche liedekens, eveneens uit 1554, waarin meerstemmige Nederlandse liederen zijn opgenomen van Jacobus Clemens non Papa maar ook van lokale componisten als Ludovicus Episcopius. Wanneer Petrus Phalesius in 1572 zijn Duytsch Musyck Boeck uitgeeft, neemt hij niet minder dan de helft van dit repertoire over.
In 1555 gaat Baethen naar Düsseldorf om drukker te worden aan het hof van de hertog van Gulik, Willem V van Kleef. Hij publiceert er in 1555-1556 voor de erven van Arnold Birckmann drie bundels motetten, en in 1557 een muziektheorieboek, Practicæ musicæ. Het lettertype dat Baethen in Maastricht en Düsseldorf voor zijn muziekuitgaven gebruikte, is identiek met dat van Phalesius in Leuven in deze periode; men mag dus veronderstellen dat Baethen dit had meegenomen toen hij Leuven verliet. Of hijzelf of Phalesius de bedenker van dit lettertype was, is niet vast te stellen. 
In 1558 zetten Johannes Oridryus en zijn neef Albertus Buysius het bedrijf in Düsseldorf voort, nadat Jacob Baethen (via Keulen?) naar zijn ouderlijk huis nabij Heverlee was teruggekeerd. Oridyrus en Buysius publiceerden er o.a. nog een vijftigtal psalmen (Souterliedekens), op muziek gezet door Cornelis Boscoop.